# Yannick Vallée
Pour les articles homonymes, voir Vallée (homonymie).
Yannick Vallée, né en 1959 à Carhaix, est un universitaire français, spécialiste de la chimie organique. Il a été président de l'université Grenoble-I de 2002 à 2006 et vice-président de la Conférence des chefs d'établissements de l'enseignement supérieur de 2004 à 2006. Il a démissionné de ses fonctions de président de l'université Grenoble-I à la suite d'une mise en examen pour une affaire d'incitation au proxénétisme. 

## Études et début de carrière
En 1982, il est diplômé ingénieur chimiste de l'ENSI Caen. 
En 1985, il devient chargé de recherche au CNRS. 
En 1993, il est nommé professeur des universités à l'université Grenoble-I et membre du laboratoire d’étude dynamique et structural de la sélectivité (LEDSS). Il devient alors responsable de l’équipe « synthèse et réactivité de composés azotés ».
En 1995, il est élu directeur de l'UFR de chimie et de biologie, pose qu'il occupera jusqu'en 1997. 
En 1999, il prend la direction du laboratoire LEDSS et devient chargé de mission auprès du président de l'université pour la gestion des personnels enseignants-chercheurs.

## Présidence de l'université Grenoble-I
En 2002, il est élu président de l'université Grenoble-I pour un mandat de 5 ans non renouvelable, ce qui met fin à ses autres fonctions universitaires. En décembre 2004, il est élu vice-président de la Conférence des chefs d'établissement de l'enseignement supérieur pour un mandat de 2 ans. 
En tant que président, il va fonder Floralis, une structure de valorisation de la recherche au sein de l'université.

## Mise en examen et condamnation
Le 20 décembre 2006, il est mis en examen pour « incitation au proxénétisme » . Une femme avec laquelle il déclare avoir eu une relation l'accuse de l'avoir prostituée. Il nie les faits . Il remet sa démission de la présidence de l'université. Son mandat à la conférence des présidents d'université prend fin à la même période. Il sera finalement condamné par la cour d’appel d’Aix-en-Provence à un an de prison avec sursis. 

## L'après présidence
Il réintègre son poste de professeur des universités après sa démission de la présidence et revient au sein du LEDSS. Il se fait réélire président de l'UFR de chimie et de biologie en 2007.
En 2008, il devient conseiller du président de l'AERES. 
En 2009, il participe au projet de fusion universitaire lorrain, qui donnera naissance à l'Université de Lorraine  en charge en particulier du pilotage du groupe « gouvernance et organisation ».
En 2010, il tente de présenter un projet d'initiative d'excellence Grenoble-Alpes Université de l'Innovation (GUI+), refusé en 2011 pour des questions de gouvernance et à nouveau en 2012. Ce projet aboutira cependant en janvier 2016.

## Production scientifique
Il est auteur ou coauteur de 97 publications scientifiques dans des revues internationales dans le domaine de la chimie moléculaire et dépositaire de cinq brevets.

## Distinctions
- Chevalier de la Légion d'honneur[11], retirée le 5 mai 2012[7]
- Membre junior de l’Institut Universitaire de France (IUF, 1996)[12]
- Médaille de bronze du CNRS (1993)